# کیپ پالماس

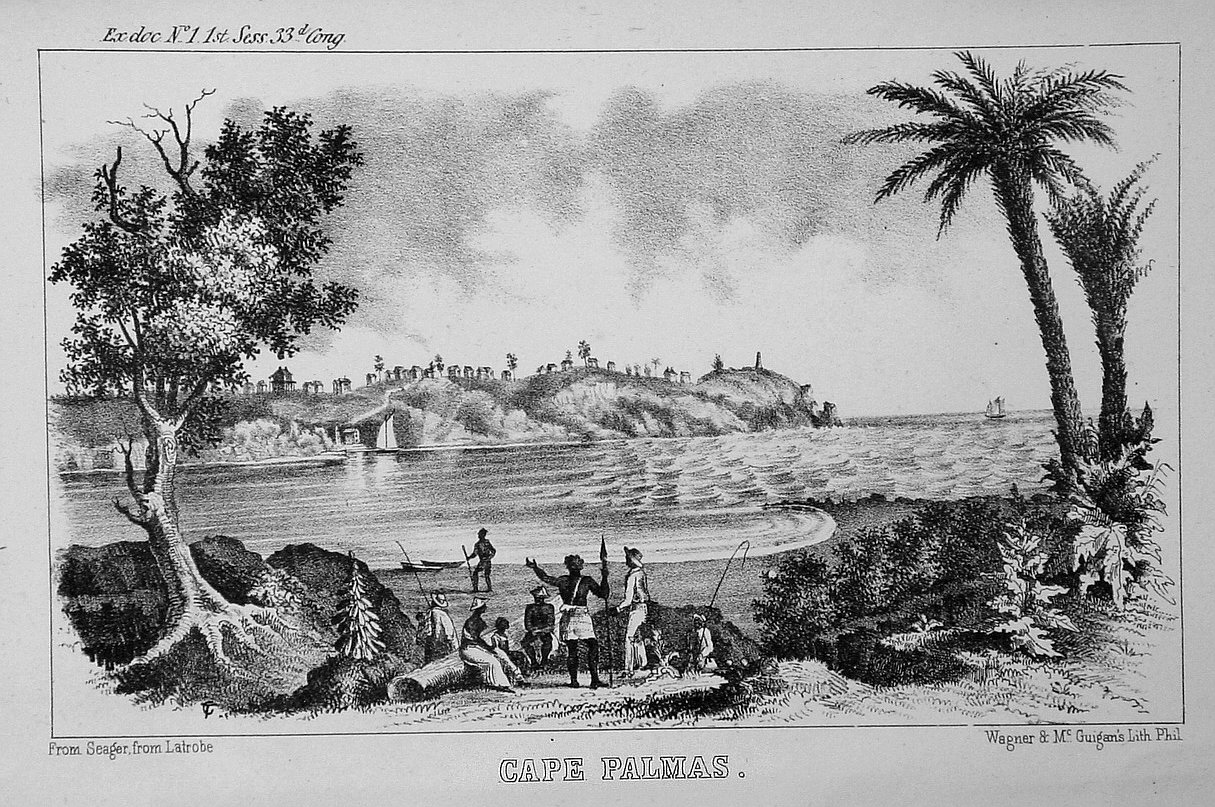
تصویر کیپ پالماس در سال ۱۸۵۳، کشیده شده بر روی یک کارت پستال

کیپ پالماس (انگلیسی: Cape Palmas) سردری است در منتهی‌الیه جنوب شرقی ساحل لیبریا، آفریقا، در گوشه جنوب غربی نیمه شمالی قاره. کیپ پالماس خود از یک شبه جزیره کوچک و صخره ای تشکیل شده‌است که توسط یک باریکه خاکی به سرزمین اصلی متصل شده‌است.